# Вегорсхей
Вегорсхей (норв. Vegårshei) — коммуна в губернии Эуст-Агдер в Норвегии. Административный центр коммуны — город Вегорсхей. Официальный язык коммуны — нейтральный. Население коммуны на 2007 год составляло 1884 чел. Площадь коммуны Вегорсхей — 355,66 км², код-идентификатор — 0912.

## История населения коммуны
Население коммуны за последние 60 лет.

Статистика коммуны Вегорсхей